# New Haven
New Haven je město v USA, třetí největší město státu Connecticut. K roku 2020 zde žilo 134 023 obyvatel. Město se rozkládá na ploše 52,1 km², přičemž 48,4 km² připadá na souš a 3,7 km² na vodu. Nachází se zde významný přístav. Ve městě sídlí Yaleova univerzita, jedna z nejznámějších univerzit v zemi. New Haven je každoročně dějištěm prestižního tenisového turnaje. Narodil se zde též 43. prezident Spojených států amerických George W. Bush.

## Osobnosti města
- Charles Goodyear (1800–1860), chemik a vynálezce, objevitel způsobu vulkanizace kaučuku
- Josiah Willard Gibbs (1839–1903), matematik, jeden z prvních amerických teoretických fyziků a chemiků
- Alfred P. Sloan (1875–1966), dlouholetý prezident a předseda správní rady automobilové společnosti General Motors
- Hermann Broch (1886–1951), rakouský spisovatel a esejista, bojovník proti fašismu
- Paul Hindemith (1895–1963), německý hudební skladatel, violista, učitel, hudební teoretik a dirigent
- George Akerlof (* 1940), ekonom, nositel Nobelovy ceny
- Alfred G. Gilman (1941–2015), farmakolog, nositel Nobelovy ceny za fyziologii a lékařství
- Vint Cerf (* 1943), matematik a informatik, označován za „otce internetu“
- George W. Bush (* 1946), 43. prezident USA
- Jill Eikenberry (* 1947), herečka
- Michael Bolton (* 1953), zpěvák a skladatel
- Lauren Ambrose (* 1978), herečka
- Madeline Zima (* 1985), herečka

## Partnerská města
- Afula, Izrael
- Amalfi, Itálie
- Avignon, Francie
- Freetown, Sierra Leone
- Hue, Vietnam
- León, Nikaragua
- Tchaj-čung, Tchaj-wan